# École Kaigetsudō

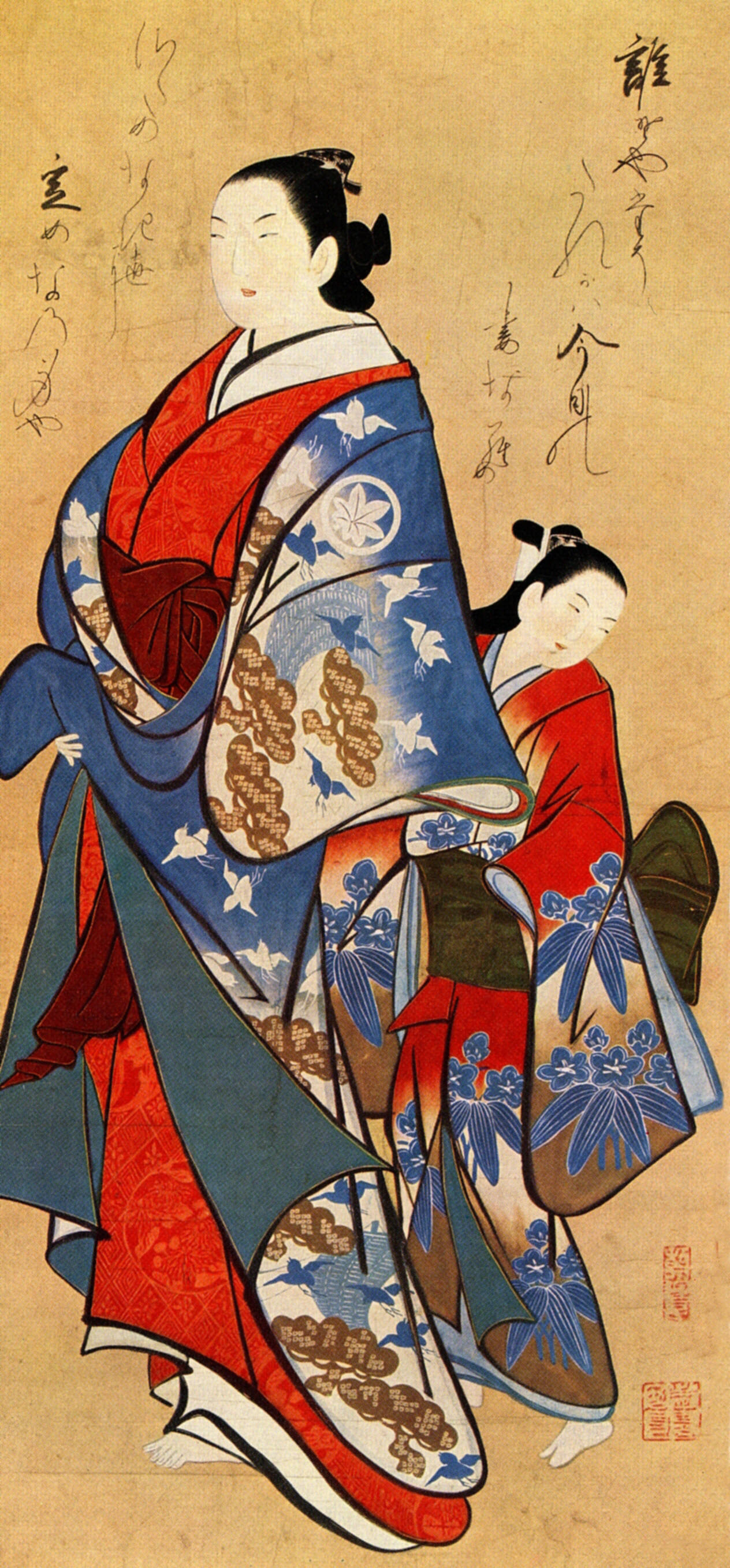
Courtisane debout, Kaigetsudō Ando

Pour l’article homonyme, voir Kaigetsudō.
L'école Kaigetsudō (en japonais : 懐月堂派, -ha) était une école de peinture et d'estampes (gravure sur bois) ukiyo-e, fondée à Edo aux alentours de 1700-1714.
L'ensemble de la production de l'école Kaigetsudō (littéralement l'« atelier languissant pour la lune ») se distingue par une rare cohérence de style.
On dit souvent qu'il est pratiquement impossible de distinguer les différents artistes appartenant à cette école, tant leur style est similaire. Aussi, de nombreuses peintures de l'école Kaigetsudō sont-elles attribuées au fondateur de cette école, Kaigetsudō Ando, alors qu'elles ont peut-être été peintes en réalité par ses disciples.

## Historique
Le fondateur de l'école, Okazawa Genshichi de son véritable nom, et connu sous son nom d'artiste (gō) Kaigetsudō Ando, fut un spécialiste des bijin-ga, peintures de jolies femmes. Il vécut, dit-on (car ce ne sont que des dates traditionnelles) entre 1671 et 1743, à Suwa-cho, district de Asakusa (où se trouvait le quartier de Yoshiwara, célèbre pour ses artistes et ses courtisanes).
À la différence de certains de ses élèves (Anchi, Dohan, Doshin), Ando ne produisit que des peintures (on lui en attribue vingt-huit), jamais d'estampes.
Parmi ces élèves, seul Anchi (Anchi est la lecture sonore (chinoise) des kanjis, Yasutomo, en « lecture sémantique (japonaise) ») reçut le droit d'utiliser le premier caractère du nom de son maître, An (Yasu). Ceci a permis d'émettre l'hypothèse que Anchi était apparenté à Ando.
Bien qu'une poignée d'artistes aient repris à leur compte le nom de Kaigetsudō, et aient cherché à en imiter le style, le travail des élèves directs de Kaigetsudō Ando connut un déclin rapide après qu'il a été banni et assigné à résidence sur l'île de Izu Ōshima en 1714, à la suite d'un scandale impliquant dame Ejima, une dame d'honneur de la cour du shogun, et Ikushima Shingorō, un acteur de kabuki.

## Style
Le style de Kaigetsudō Ando, et celui de son école, rappelle un peu celui de l'école Torii. Le style de l'école Kaigetsudō se distingue cependant nettement par son utilisation de lignes appuyées (avec un effet de pleins et de déliés, soulignant les courbes) et de couleurs chatoyantes. Cependant, on dit du style de Kaigetsudō qu'il représente ses sujets de manière très stéréotypée, ce qui contraste fortement avec celui de l'école Torii.
Les artistes de l'école Kaigetsudō sont connus principalement pour leur portraits de bijin (jolies femmes), revêtues de kimonos aux dessins complexes et riches, aux couleurs chatoyantes. Si ces images peuvent paraître comme de véritables gravures de mode, il est beaucoup plus probable que le but des artistes était essentiellement de mettre en valeur la beauté et la grâce des femmes elles-mêmes. Ainsi les éditeurs de telles estampes cherchaient-ils à faire partager la célébrité et la magnificence des femmes du quartier de Yoshiwara à ceux qui ne pouvaient goûter eux-mêmes aux charmes de l’ukiyo, le « monde flottant ».
Si l'école Kaigetsudō a donné de nombreuses œuvres uniques, beaucoup d'entre elles cependant reprenaient des attitudes similaires, où seuls changeaient les dessins ou les couleurs des kimonos.
Il n'en demeure pas moins que de nombreuses estampes ou peintures de l'école Kaigetsudō comptent parmi les plus beaux chefs-d'œuvre de l’ukiyo-e.
Elles se distinguent en effet par la grâce des attitudes des bijin, le mystère de leur regard, le chatoiement des étoffes des kimonos, la richesse des dessins qui les ornent, ainsi que l'incontestable majesté qui émane de toutes ces œuvres.

## Principaux artistes de l'école Kaigetsudō
- Kaigetsudō Ando (Yasunobu), fondateur de l'école
- Kaigetsudō Anchi (Yasutomo)
- Kaigetsudō Dohan (Nobushige)
- Kaigetsudō Doshin (Nobutatsu)
- Kaigetsudō Doshu (Nobutane)
- Kaigetsudō Doshū (Nobuhide)
- Kaigetsudō Dochi
- Matsuno Chikanobu
- Tōsendō Rifū
- Takizawa Shigenobu
- Baiyūken Katsunobu
- Baiōken Eishun

Remarque : Les noms entre parenthèses proviennent du fait que les caractères japonais (d'origine chinoise) sont susceptibles de deux lectures, la lecture « chinoise » (comme s'il s'agissait d'un sinogramme lu par un Chinois), et la lecture « japonaise ». Ainsi, An-do (lecture chinoise) peut se lire également Yasu-nobu, voire Yasu-nori (lecture « japonaise »).